# 69P/Taylor
La comète Taylor, officiellement 69P/Taylor, est une comète périodique du système solaire, découverte le 24 novembre 1915 par Clement J. Taylor à Herschel View en Afrique du Sud.